# Nepenthes ovata
Nepenthes ovata is een vleesetende bekerplant uit de familie Nepenthaceae. De soort is endemisch op Sumatra. N. ovata werd in 1840 of 1841 voor het eerst verzameld door Franz Junghuhn, tijdens zijn beklimming van de vulkaan Dolok Lubuk Raya. De plant werd in 1994 als soort beschreven door Joachim Nerz en Andreas Wistuba.

## Beschrijving
Nepenthes ovata is een klimplant, met een stengel van tot wel vijf meter lang en zes millimeter in doorsnede. De ranken die de vangbekers met de bladeren verbinden worden tot 18 centimeter lang. De eivormige onderbekers worden ongeveer 25 centimeter hoog en 9 centimeter breed. Gewoonlijk zijn ze groen tot rood met een donkerrood, opvallend breed peristoom (bekerrand). Over de lengte van de voorzijde lopen twee kamvormige vleugels over de beker. De bovenbekers zijn slanker van vorm en worden 20 centimeter hoog en 6 centimeter breed. Ze zijn cilindervormig met een wijd uiteenlopende bovenzijde. Bovenbekers zijn geelgroen en hebben vaak een gestreept peristoom. Soms draagt de plant ook middenbekers: een tussenvorm van de onder- en bovenbeker.

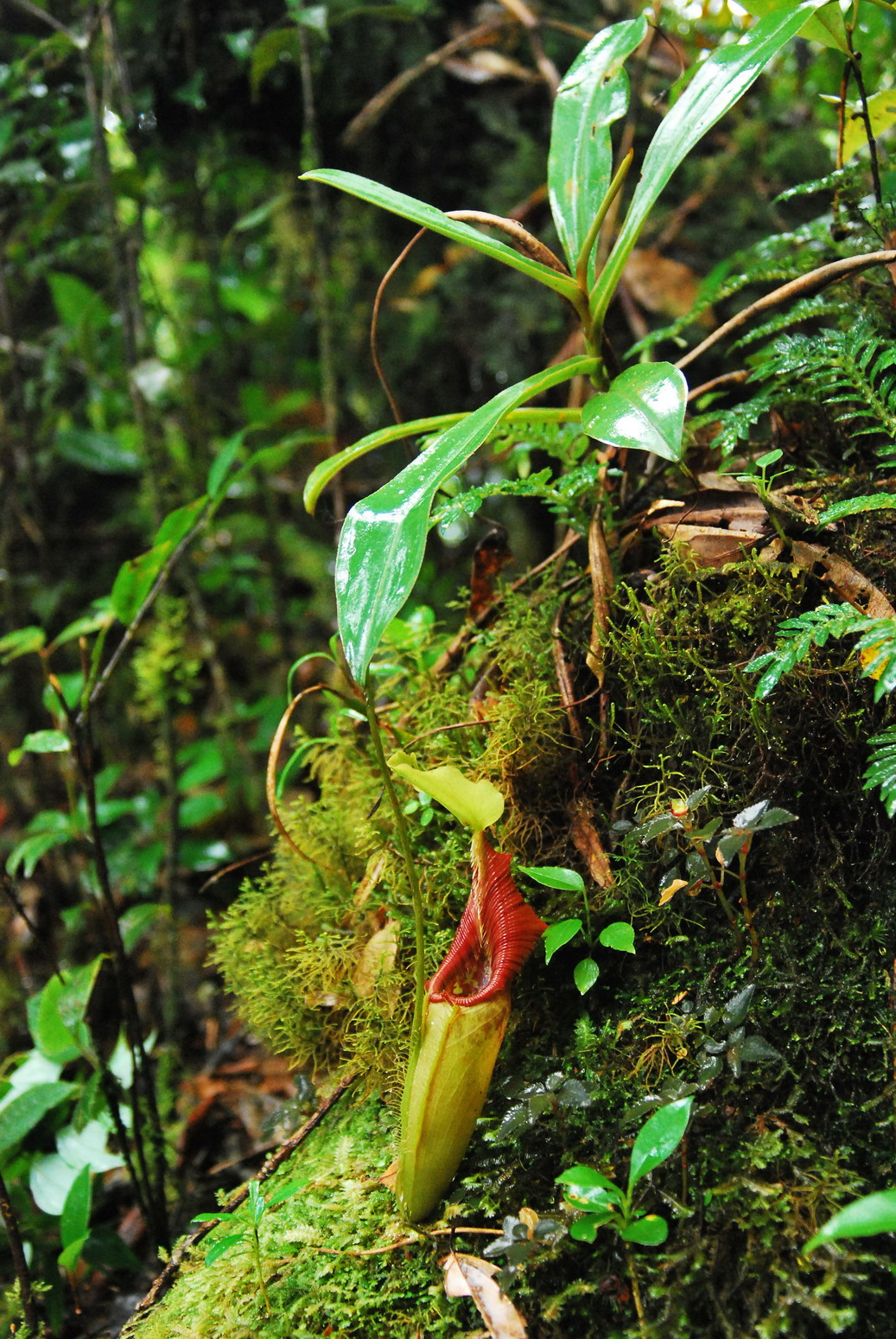
Een bladrozet met jonge onderbeker
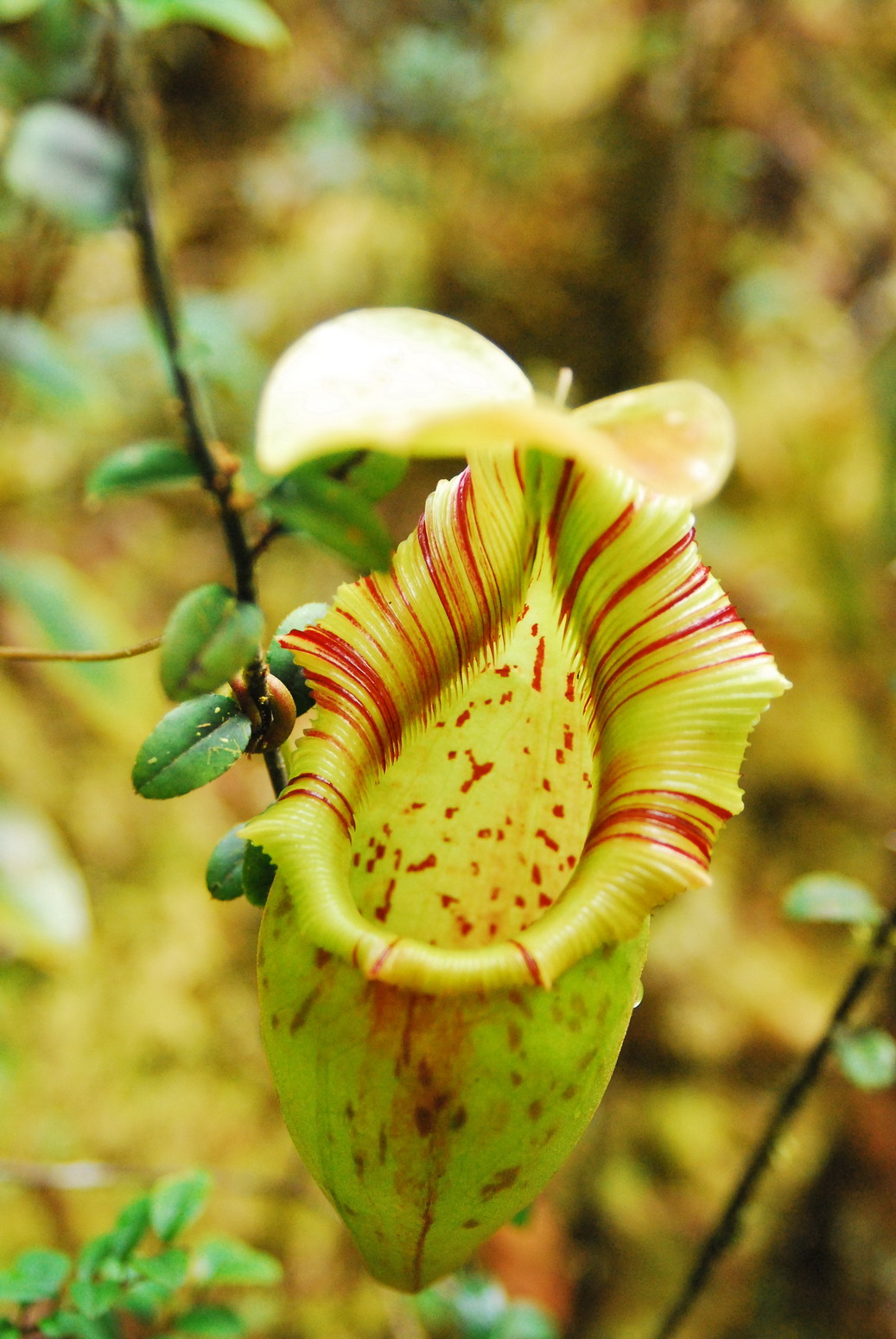
Middenbeker
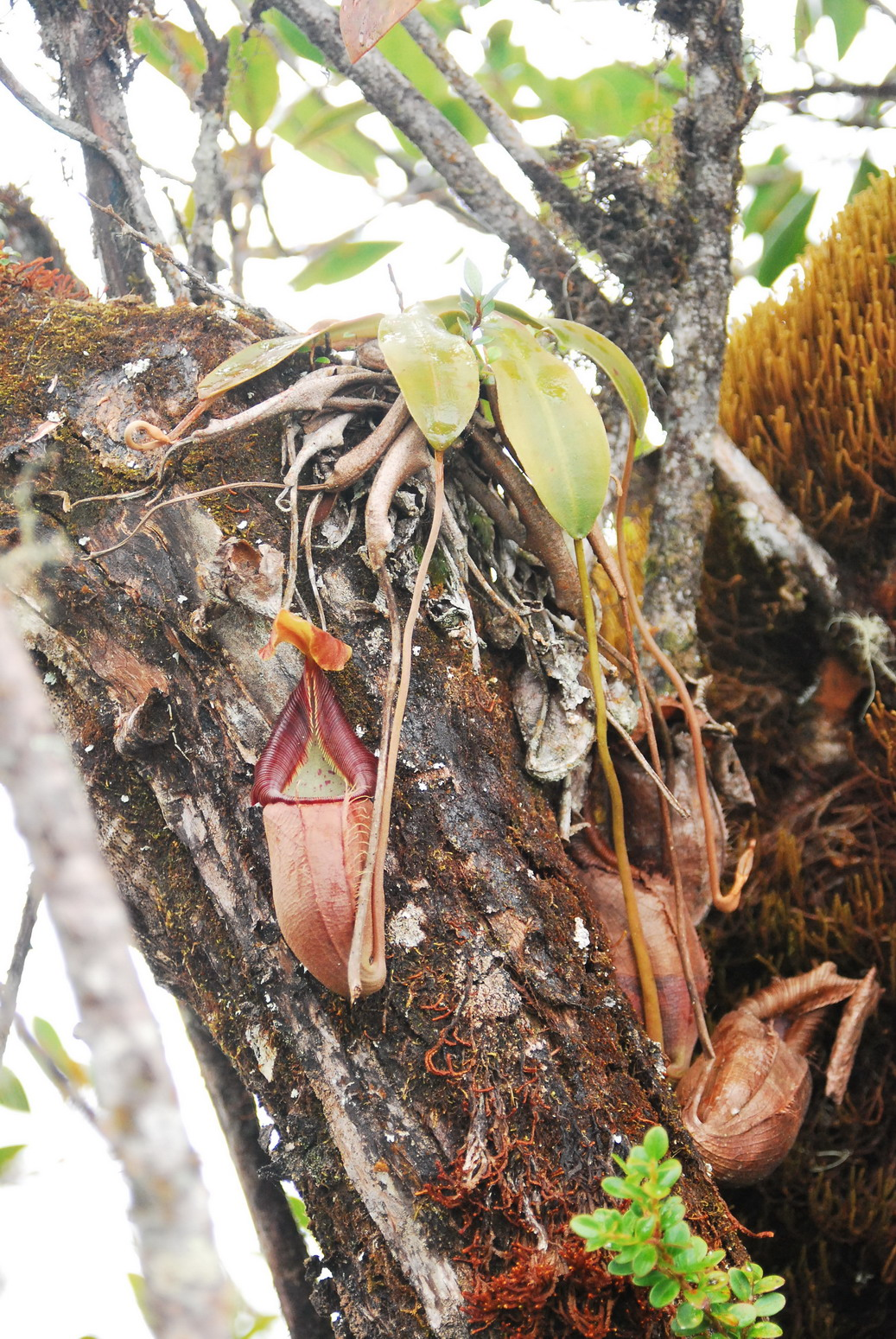
Een epifytische rozetplant
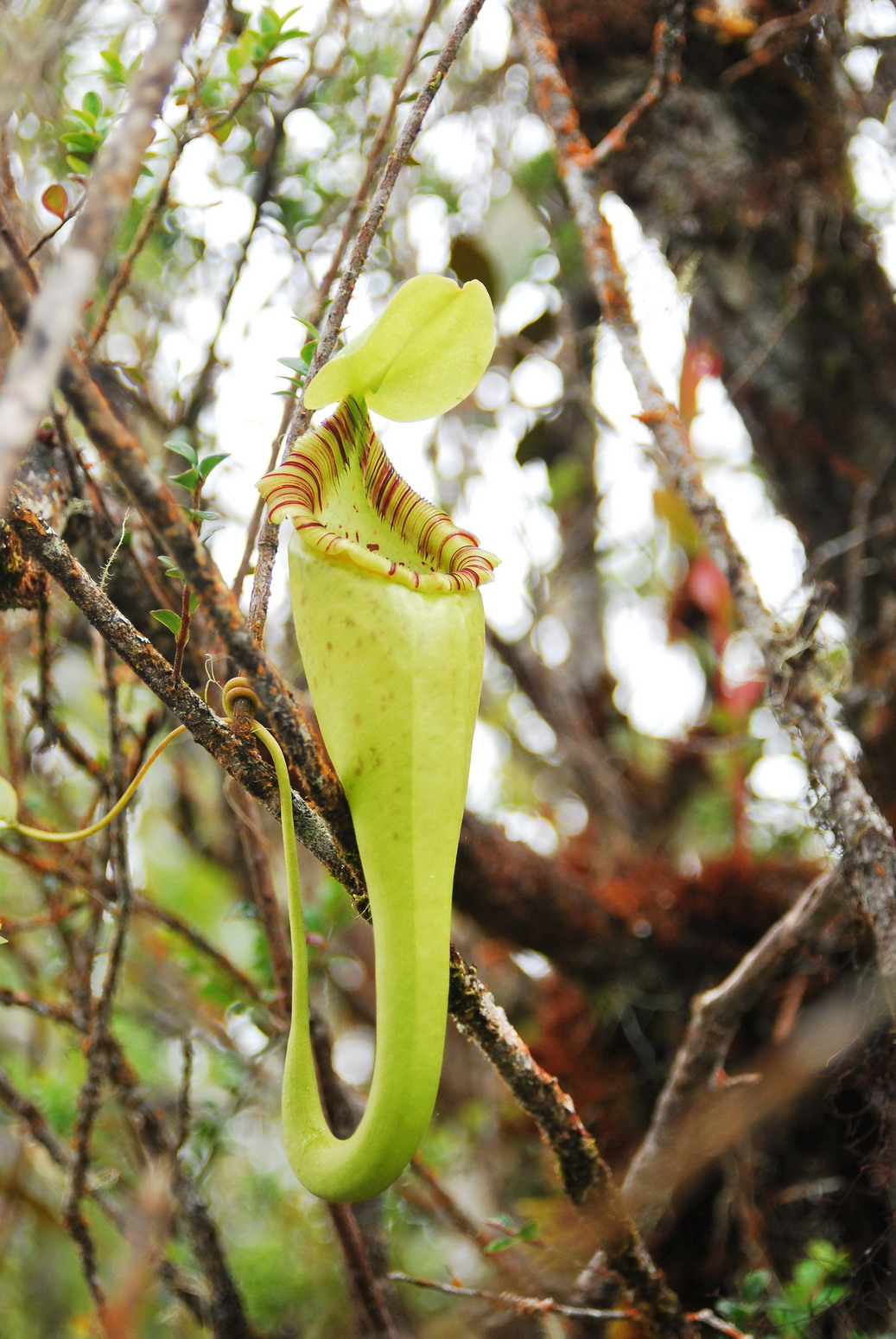
Bovenbeker

## Verspreiding
Nepenthes ovata is alleen bekend van een aantal bergen in Noord-Sumatra. Hij groeit in nevelwouden en op bergkammen. Op de berg Pangulubao groeit de plant sympatrisch met N. gymnamphora, N. mikei, N. spectabilis en N. tobaica. Een andere sympatrische soort in het leefgebied is N. flava. Met uitzondering van N. tobaica zijn natuurlijke hybriden met deze genoemde soorten beschreven.
... · 
N. alata · 
N. albomarginata · 
N. ampullaria · 
N. argentii · 
N. aristolochioides · 
N. attenboroughii · 
N. bicalcarata · 
N. bokorensis · 
N. bongso · 
N. boschiana · 
N. burkei · 
N. campanulata · 
N. chaniana · 
N. danseri · 
N. deaniana · 
N. densiflora · 
N. diatas · 
N. distillatoria · 
N. edwardsiana · 
N. ephippiata · 
N. gracilis · 
N. gymnamphora · 
N. hirsuta · 
N. inermis · 
N. insignis · 
N. jamban · 
N. khasiana · 
N. lamii · 
N. leyte · 
N. lingulata · 
N. lowii · 
N. macfarlanei · 
N. macrophylla · 
N. madagascariensis · 
N. masoalensis · 
N. maxima · 
N. mirabilis · 
N. monticola · 
N. northiana · 
N. ovata · 
N. peltata · 
N. pervillei · 
N. pitopangii · 
N. rafflesiana · 
N. rajah ·
N. rhombicaulis · 
N. rosea ·
N. sanguinea · 
N. sibuyanensis · 
N. spathulata · 
N. tenax · 
N. tenuis · 
N. veitchii ·
N. ventricosa ·
N. vieillardii ·
N. villosa · 
...